# Macedo de Moraes
Macedo de Morais (Edilson) é carioca, nascido em 05 de Outubro de 1960, Produtor Cultural e Arte Educador auto didata, vem desenvolvendo trabalhos teatrais, musicais e produzindo projetos nas áreas de cultura e arte educação, em parceria com organizações e movimentos, além de instâncias governamentais de foro estadual e municipal. O que contribuiu substancialmente para a consolidação de um discurso antenado com o movimento social. 
É o único poeta da Baixada Fluminense - RJ, que figura em uma coletânea [CARAS DO RIO /95] onde constam nomes como o de Mário Lago ( Prefácio), Ferreira Goulart, Ledo Ivo, Paulo César Pinheiro, entre outros poetas da cena carioca.
Seu trabalho é essencialmente autoral, primando pelo ecletismo e linguagem popular que, por isso, encontra boa receptividade tanto nas comunidades, quanto nas universidades, teatros e associações por onde se apresenta ou com as quais estabelece vínculo. Dentre os trabalhos executados destacam-se:
TRABALHOS AUTORAIS
TEATRO/MÚSICA

● 1º Encontro Nilopolitano de Cultura Negra – 1988 – ABEU – Nilópolis

Fórum Social Brasileiro 2006 (Recife PE) – OFICINA DAS MÁSCARAS /PALHAÇUS URBANUS – Teatro

● Sesc São Gonçalo – “O HOMEM QUE MATOU A TV” – (Comédia Adulta – Prêmio PROCENA 2001 – SEC/RJ)

● Sesc Nova Iguaçu/Sesc São Gonçalo – “O PAPA-GOIABA E A FACA INTELIGENTE” – (Comédia Adulta)

● Universidade Veiga de Almeida – Abertura teatral do Seminário de Comunicação – “O HOMEM QUE MATOU A TV” 

● UFRJ / Urca – Show Musical de Abertura do Seminário de Psicologia – Todo Autoral

● Conselho Regional de Psicologia - NI/RJ – Abertura Teatral de Seminário sobre Saúde Mental (1996)

● Movimento de Criação Olhar da Maioria / MOCOM - Dia da Consciência Negra – Apresentação Musical.

Movimento de Criação Olhar da Maioria / MOCOM - Seminário Água para Todos – Produção Artística

● Centro de Direitos Humanos de NI/RJ – CD “MULHER, A PODEROSA” 
● Movimento de Mulheres de Nova Iguaçu e Grupo Fêmea de S. João de Meriti – Performances Poéticas, Teatrais e Musicais.
● Seminário de Comunicação na UNIG – MOCOM – Esquete Teatral

● Encontro Arte na 3a. Idade – BOCAS & BOAS – Produção e Performance Musical
● Projetos Jornadas Culturais – CASA DA CULTURA – Abertura com apresentação musical
● Homens pela não-violência contra a Mulher – GRUPO FÊMEA – Performance Musical
● ASSIDEF – Esquete Teatral – Lançamento da Campanha da Fraternidade 2006 – Tema : “Levanta-te e vem para o meio!” (Em cadeira de Rodas e Linguagem de sinais)
● SEE/RJ 2002 e 2006 - Projeto Pedagogia do Riso 
TRABALHOS NÃO AUTORAIS
IGBADÚ A CABAÇA DA EXISTÊNCIA – Ator Convidado – Cia Teatral Griots – Contadores de história na tradição Africana – 2005 – 2006 (Ainda em temporada).
CONTOS AFRICANOS - Ator Convidado – Cia Teatral Griots – Contadores de história na tradição Africana 2006 (Ainda em temporada).
Multiplicador Artístico do Grupo Nós do Morro – RJ
O Sortilégio da Mariposa – de Frederico Garcia Lorca – Grupo Teatral de Nilópolis - Direção Deniseh Morais e Leopoldo Girão
Participação em Filme Institucional para o Ministério da Saúde – Personagem “Seu José”.
Participação em Filme para o Festival do Minuto - Lavrador

PALESTRANTE

Rotary Clube de Nilópolis - O negro e a economia
Fórum Mundial de Educação 2006 - Projeto Pedagogia do Riso 
Fórum Mundial de Educação 2006 - Projeto Comunicafunk 
PREMIAÇÕES
PRÊMIO PROCENA 2001 – TEATRO – SEE/RJ

1o. Lugar e Melhor Intérprete SESC

4O. Lugar e Melhor Intérprete – Festival de Poesia Falada - Campos

3º Lugar no FestCidadania (Música) – Mesquita RJ

1o. Lugar e Melhor Intérprete – Literartes Nilópolis

1O. e 2O. Lugar e Melhor Intérprete do Festival de Poesias da Rede Square do Rio de Janeiro

1o. Lugar no Festival de Esquetes da Baixada
O dramaturgo Macedo de Moraes transitou pelo tetro infantil, mas fincou suas raízes no teatro adulto, trazendo na bagagem doze textos teatrais, entre eles: “A Ilusão das Drogas”, “Fome cultural não dá pra Engolir”, “Canções de um Filho da Pátria”, “Os Vampiros do Cortiço”, “O Papa Goiaba e a Faca Inteligente” e “O Homem que matou a TV” - produção premiada pela Secretaria Estadual de Cultura, através do PROCENA, em 2001.
O autor conquistou ainda, o primeiro lugar com a poesia “O País dos Urubus” no SESC em 1998, participou da coletânea de poesias Caras do Rio, onde figuram nomes como os de Mário Lago, Ledo Ivo, Ferreira Gular, Paulo César Pinheiro, Mario Lago Filho, dentre outros e é membro da Academia Nilopolitana de Letras. 
Diretor Cultural da Academia Nilopolitana de Letras; conselheiro cultural do Centro de Memória e Dados de Nilópolis; criador do Projeto Pedagogia do Riso (projeto de apoio pedagógico), coordenado pela Secretaria de Estado de Educação do Rio de Janeiro; Fundador e Vice Presidente da primeira gestão da ONG – Campanha Contra a Fome Cultural.